# أحمد محمد سليمان
أحمد محمد سليمان (1950 - 28 يونيو 2025) هو قاضي مصري، وأحد أعلام تيار الاستقلال بنادي القضاة، وُلد عام 1950، تخرج من كلية الحقوق بجامعة القاهرة عام 1970، وحاصل على الماجستير في الشريعة والقانون عام 1977.
شغل منصب رئيس نادي قضاة المنيا فترتين، كما عمل مستشارا بمحكمة استئناف القاهرة وأسيوط، وأُعير للعمل قاضياً في المحكمة الاتحادية بدولة الإمارات.

## حياته السياسية
كان سليمان أحد رموز تيار الاستقلال في القضاء المصري، الذي تشكل في عهد الرئيس محمد حسني مبارك للمطالبة باستقلال السلطة القضائية وعدم استخدام القضاة كأداة سياسية.

## وزيراً للعدل
عُين أحمد سليمان وزيراً للعدل في مايو 2013، بعد استقالة المستشار أحمد مكي، وقد استقال سليمان في 7 يوليو 2013 ؛ بسبب عدم قدرته على العمل كوزير بعد عزل الرئيس المصري السابق محمد مرسي.

## الإقامة الجبرية
بعد استقالته من منصب وزير العدل عقب عزل الرئيس محمد مرسي فُرضت عليه الإقامة الجبرية بمنزله، وزيدت تلك الإجراءات عقب ظهوره إعلاميًا ناعيًا المستشار طارق البشري.

## وفاته
توفي أحمد سليمان يوم 28 يونيو 2025، عن خمسةٍ وسبعين عامًا.